# Liotrigona madecassa
Liotrigona madecassa är en biart som först beskrevs av Henri Saussure 1890.  Liotrigona madecassa ingår i släktet Liotrigona och familjen långtungebin. Inga underarter finns listade i Catalogue of Life.